# 南通钟楼和谯楼
南通钟楼和谯楼位于中国江苏省南通市崇川区建设路1号，为南通的标志性建筑，亦为近代南通城内最高的建筑。两座建筑南北紧接，其中北侧的谯楼原为通州历代州署前门，又名星枢楼，初建于元至正九年（1349），重建于明洪武三年（1370），面阔五间，歇山顶；南侧的钟楼为1914年由张謇倡建、孙支厦设计，采用西洋古典建筑式样，高六层，其上安装有巨型时钟。

## 图集
- 东南侧
- 东侧
- 东北侧
- 钟楼第二层及以上，第三层阳台上悬南通县匾额，两侧为张謇手书对联“畴昔是州今是县，江淮之委海之端”
- 钟楼第四至六层
- 钟楼第四层（钟面层）
- 钟楼第六层，采用金属材料方尖顶
- 谯楼北面，悬费孝通所题星枢楼匾额
- 夜景